# Севіко-де-ла-Торре
Севіко-де-ла-Торре (ісп. Cevico de la Torre) — муніципалітет в Іспанії, у складі автономної спільноти Кастилія-і-Леон, у провінції Паленсія. Населення — 518 осіб (2010).
Муніципалітет розташований на відстані близько 170 км на північ від Мадрида, 21 км на південний схід від Паленсії.

## Демографія
Динаміка населення (INE ):

## Галерея зображень

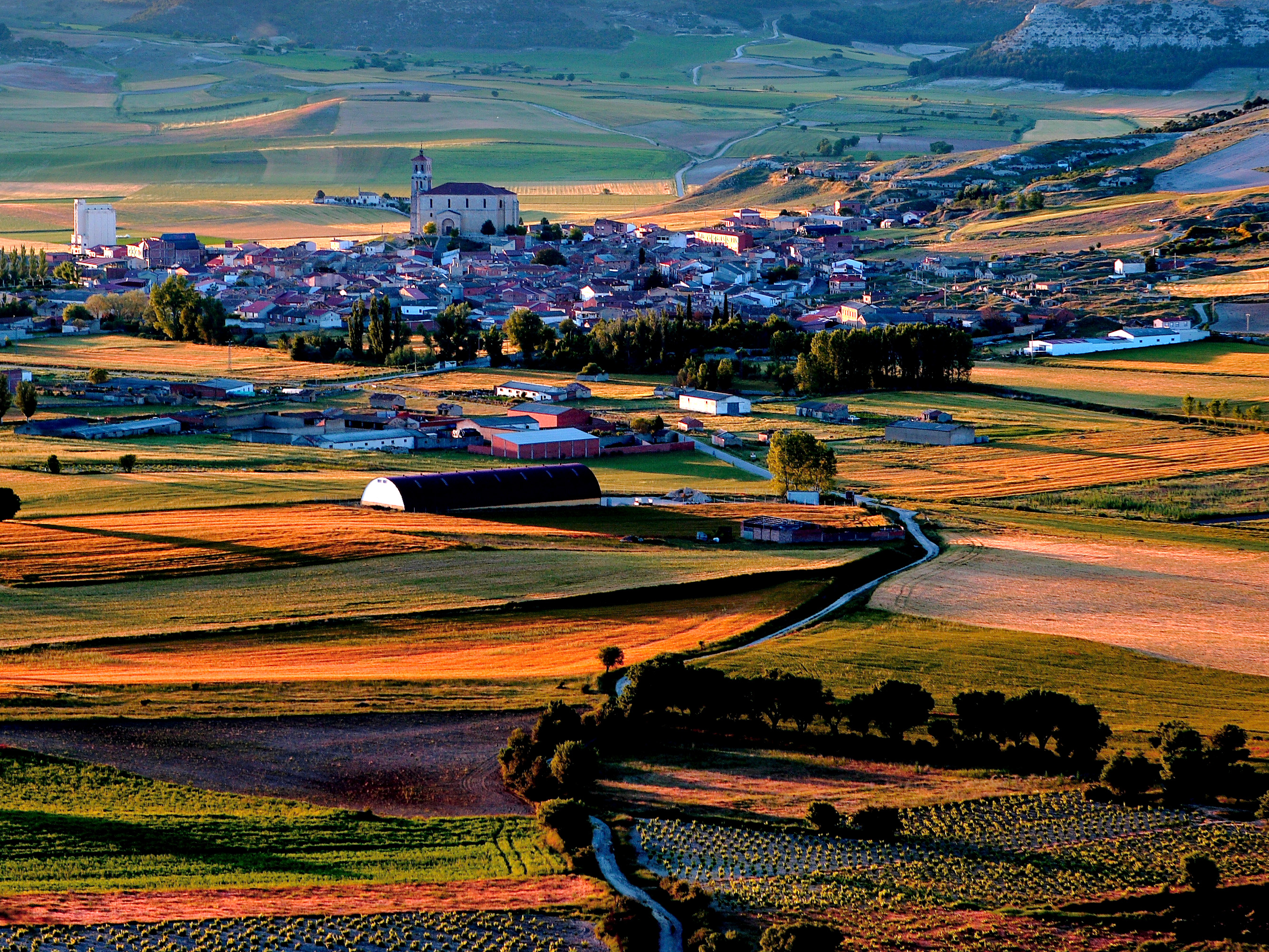
Севіко-де-ла-Торре